# Causa complexa
Causa complexa é uma falácia que consiste em supervalorizar uma causa que faz parte de um sistema, ou seja, é a identificação de apenas parte das causas de um evento.

## Exemplos
- O acidente não teria ocorrido se não fosse a má localização do arbusto.

Mas há outras causas: o acidente não teria ocorrido se o condutor não estivesse bêbado e se a vítima tivesse prestado atenção ao trânsito.